# Полярная стрела (поезд, СССР)
Полярная стрела — один из первых курьерских поездов повышенной комфортности в СССР. Ежедневно отправлялся по маршруту Мурманск — Ленинград (№ 3) или Ленинград — Мурманск (№ 4). Для сокращения времени в пути (32 часа) делалась только одна промежуточная остановка в Петрозаводске. Первый состав из Ленинграда вышел 14 мая 1934 года, первый из Мурманска — 17 мая. Эксплуатация продолжалась вплоть до начала Великой Отечественной войны. Преемником на данной линии позднее стал фирменный экспресс «Полярный» (запущен летом 1966 года).
В этом поезде на пути в Мурманск разворачивается сюжет повести Михаила Кураева «И все-таки обидели». Действие происходит в конце 1937 года. Автор старается достоверно воссоздать атмосферу времени, однако допускает ряд отступлений от известных фактов. Движение «Полярной стрелы» у него начинается «семь лет назад, в 1930 году» (в 1934). Герой повести едет в СВ, «вагон цвета „берлинская лазурь“» (все фирменные вагоны были окрашены в зелёный цвет).
В 2004 году название «Полярная стрела» получил поезд 021Н/022Я, который ходит по маршруту — Москва — Лабытнанги.